# 原健三郎
原健三郎（1907年2月6日—2004年11月6日），日本政治家，自由民主黨黨員。曾擔任眾議院議員（20期）、眾議院議長（第65代）、眾議院副議長（第43代）、以及勞動大臣（第29代・第31代）、國土廳長官（第9代）、北海道開發廳長官（第43代）等職。位階從二位。曾獲得勳一等旭日桐花大綬章。